# Transfer 21
Transfer-21 ist das Nachfolge-Projekt des Programms „21“ – Bildung für eine nachhaltige Entwicklung der Bund-Länder-Kommission für Bildungsplanung und Forschungsförderung. Das Programm „21“ wurde 1999 ins Leben gerufen, um modellhafte Konzepte im Sinne von Bildung für eine nachhaltige Entwicklung (BNE) für die schulische Praxis zu entwickeln und zu erproben.
Transfer 21 wird vom Arbeitsbereich Erziehungswissenschaftliche Zukunftsforschung an der Freien Universität Berlin koordiniert.

## Inhalt
Um das Ziel der BNE, den Erwerb von Gestaltungskompetenz, zu fördern, wurden drei Bereiche festgelegt, in denen neue Lernformen erprobt und die vom Programm speziell gefördert werden sollen:
- Interdisziplinäres Lernen
- Partizipation im lokalen Umfeld
- Innovative Strukturen in der Schule

## Aktuelles
Das BLK-Programm „21“ lief über fünf Jahre und wurde von Bund und Ländern mit insgesamt 13 Millionen Euro gefördert. 15 Bundesländer mit insgesamt über 200 Schulen waren daran beteiligt. Transfer 21 startete im Anschluss im August 2004 und lief bis Juli 2008.
Weiterführende Ziele des Nachfolgeprogramms Transfer-21 sind:
- die Ausweitung des Programms durch die Einbindung von 4500 Schulen,
- der Ausbau von dauerhaften Beratungs- und Unterstützungsstrukturen,
- die umfängliche Fortbildung von Multiplikatoren,
- die Ausweitung des Programms auf Grundschulen und Ganztagsschulen,
- die Integration von BNE in die Lehrerbildung.[2]

## Praktisches Angebot
Transfer 21 bietet:
- Materialien (Werkstattmaterialien, Filme, Infoboxen, Planungshilfen, Anregungen, Berichte und Evaluationen von bereits praktizierten Projekten),
- Beratung und Fortbildung durch Multiplikatoren, die über eine zweijährige Qualifizierung, Erfahrung und ein großes Netzwerk verfügen,
- Koordinierungsstelle und Projektleiter von Transfer vermitteln Zusammenarbeit mit Kooperationspartnern und ermöglichen den Erfahrungsaustausch mit anderen Schulen.[3]

Materialien/Projektvorschläge
Die Werkstattmaterialien und Projektvorschläge von Transfer 21 orientieren sich an der zu fördernden Gestaltungskompetenz und den drei oben genannten Bereichen interdisziplinäres Lernen, Partizipation im lokalen Umfeld und innovative Strukturen in der Schule. Die für die BNE relevanten Themen sind äußerst vielseitig, von Sitten und Bräuchen in anderen Ländern über das Biotop in der eigenen Gemeinde bis zum schulinternen Kiosk, in dem Pausensnacks aus biologischem Anbau sowie fairem Handel verkauft werden.
Methoden wie fächerübergreifende Projektwochen, Schülerfirmen, Kooperationen zwischen Schulen und Unternehmen, Elternpartizipation oder Planspiele (beispielsweise simulierte Stadtratssitzungen) erhalten im Hinblick auf die Ziele der BNE einen immer größeren Stellenwert.